# 史提夫·卡根
史提夫·卡根（英語：Steve Kagen；1949年12月12日—）是美国的一位政治人物。在2007年至2011年期間，他是威斯康辛州第八國會選區選出的聯邦眾議員。他的黨籍是民主黨。卡根也是一位醫師，主要專長过敏和哮喘，曾是CNN的顧問。